# RK Rijeka
Ragbi klub Rijeka je ragbijski klub iz Rijeke.
Klupsko sjedište je u Rijeci. Utemeljen je 18. siječnja 2006. godine u prostorijama Pravnog fakulteta. Registrirani su 2. veljače 2006. Osnivači su nekolicina studenata raznih riječkih fakulteta, ragbijaških zanesenjaka i ljubitelja.
Klub nastupa u 2. interligi, regija zapad. Tijekom prve godine postojanja klub je kadrovski i operativno napredovao, te sada ima trenera,  Damira Sarajliju, koji je svojim dolaskom potaknuo rad ovog mladog kluba. Klub je prvu sezonu zaključio bez pobjede u službenom dijelu natjecanja. 
Prva službena pobjeda kluba ostvarena je tek na Prvenstvu Hrvatske u Rugby 7's, protiv Siska, rezultatom 21:19 za Rijeku.
Ragbi klub "Rijeka" će ostati zabilježen u športskim almanasima i kao organizator prvog prvenstva Hrvatske u "ragbiju 7" (počelo 1. svibnja 2007.).

## Vanjske poveznice
- http://www.rugby-rijeka.hr  Arhivirana inačica izvorne stranice od 9. svibnja 2007. (Wayback Machine)
- http://nada-rugby.hr/index.php?option=content&task=view&id=157&Itemid=2  Arhivirana inačica izvorne stranice od 30. srpnja 2007. (Wayback Machine)
- Ragbijaši Rijeke na Hroljevu  Arhivirana inačica izvorne stranice od 28. rujna 2007. (Wayback Machine)
- Novi list  Arhivirana inačica izvorne stranice od 25. lipnja 2007. (Wayback Machine) Krasička nada riječkog rugbyja
- Novi list[neaktivna poveznica] Članak
- Himna RK "Rijeka"  Arhivirana inačica izvorne stranice od 25. lipnja 2007. (Wayback Machine)